# Siegfried Pflugfelder
Siegfried Pflugfelder (* 26. September 1924 in Stuttgart; † 22. Januar 2004 in Ludwigsburg) war ein deutscher Politiker (CDU) und von 1962 bis 1982 Oberbürgermeister von Kornwestheim.
Pflugfelder war zunächst 1956 bis 1962 Bürgermeister und erster Beigeordneter in Kornwestheim. Von 1962 bis 1982 war er dort Oberbürgermeister.
Er machte sich insbesondere im Bereich des Wohnungsbaus und der Erschließung der Gewerbegebiete Nord und Ost verdient.
Außerdem sorgte er für die Förderung des kulturellen, sportlichen und sozialen Lebens. Pflugfelder initiierte den Neubau der Stadtbücherei, des Hauses der Musik und des Alfred-Kercher-Hallenbades.
In seiner Amtszeit wurden das Jakob-Sigle-Heim und das Haus am Stadtgarten erbaut.
1989 wurde Pflugfelder die Ehrenbürgerwürde der Stadt Kornwestheim verliehen.
2007 wurde der neu geschaffene Platz an der ehemaligen Kornwestheimer Feuerwehr nach ihm benannt.